# Casavant Frères
Casavant Frères (frz.: „Gebrüder Casavant“) ist die älteste heute noch bestehende Orgelbaufirma Nordamerikas.

## Geschichte
Das bis heute bedeutende Unternehmen wurde von den kanadischen Brüdern Joseph-Claver und Samuel-Marie Casavant (1859–1929), den Söhnen des Schmiedes und Orgelbauers Joseph Casavant, gegründet. Die Brüder gingen 1878 nach Frankreich, wo sie in Versailles bei den Orgelbauern E. et J. Abbey, den Söhnen  Edwin Eugéne  (1840–1895) und John Albert (1843–1940) von John Abbey, und bei Aristide Cavaillé-Coll lernten. Sie besuchten Orgelbauer und besichtigten bedeutende Orgeln in Frankreich, Italien, der Schweiz, Deutschland, Belgien und England. Nach ihrer Rückkehr nach Kanada gründeten sie 1879 in Saint-Hyacinthe die Firma Casavant Frères. Im Folgejahr entstand ihre erste zweimanualige Orgel für die Chapelle Notre-Dame-de-Lourdes in Montreal. Ihre erste dreimanualige Orgel, entstanden 1885 für die Saint-Hyacinthe Cathedral, wurde 1999 von der Organ Historical Society in die Liste historisch bedeutender Orgeln Nordamerikas aufgenommen.
Internationale Anerkennung fand die viermanualige Orgel für die Notre-Dame-Basilika in Montreal aus dem Jahr 1891. 1895 folgte die erste Orgel in den Vereinigten Staaten in Holyoke, Massachusetts. Neben weiteren Orgeln in Nordamerika entstanden Instrumente in Frankreich, Westindien, Süd- und Zentralamerika, Südafrika und Japan. 1930 wurde Casavant Frères mit dem Großen Preis der Weltausstellung in Antwerpen ausgezeichnet. Casavant-Orgeln wurden von Organisten wie Alexandre Guilmant, Louis Vierne, Charles-Marie Widor, Joseph Bonnet, Edwin Henry Lemare, Gaston Dethier, Charles-Marie Courboin und Seth Bingham gespielt.
Nach dem Tod von Claver Casavant wurde der Organist und Orgelbauer Stephen Stoot künstlerischer Leiter der Firma. Seine Orgel in der Kirche von Saint Roch ist ein frühes Beispiel für eine nordamerikanische Orgel, die den Vorstellungen der Orgelbewegung entsprach.
Anfang der 1960er Jahre kehrte Casavant unter maßgeblicher Beteiligung des deutschen Orgelbauers Karl Wilhelm und des Schweizer Orgelbauers Hellmuth Wolff zu Orgeln mit mechanischer Traktur zurück. Unter der künstlerischen Leitung von Gerhard Brunzema (1972–79) näherten sich die Casavant-Orgeln weiter dem Ideal der norddeutschen Barockorgel an. Jean-Louis Coignet, künstlerischer Leiter ab 1981 brachte die sinfonische Klangvorstellung des französischen Orgelbaus in die Firma ein. Seit 2004 ist Jacquelin Rochette der Nachfolger von Coignet.
Präsidenten von Casavant Frères waren nach Clavers Tod der Sohn seines Bruders Samuel, Aristide Clave (bis 1938), und Samuels Schwiegersohn Fred N. Oliver (bis 1959). Dann folgten Jules Laframboise (1959–61), Charles Perrault (1961–71 und 1972–74), Lawrence I. Phelps (1971–72), Paul Falcon (1974–76), Bertin Nadeau (1976–80) und seit 1980 Pierre Dionne.
Casavant Frères baute ihre 100. Orgel 1899, die 500. 1912, die 1000. 1923, und bis 1996 waren es 3750 Instrumente.

## Werke (Auswahl)
| Jahr | Opus  | Ort                     | Kirche                                    | Bild | Manuale | Register | Bemerkungen |
| ---- | ----- | ----------------------- | ----------------------------------------- | ---- | ------- | -------- | --- |
| 1885 |       | Saint-Hyacinthe         | Cathédrale Saint-Hyacinthe-le-Confesseur  |      | III/P   | 38       | Mechanische Spieltraktur, pneumatische Registertraktur, 1885; vier Manuale, Pedal, 41 Register, elektropneumatische Traktur, 1912                              |
| 1891 |       | Saint-François-du-Lac   | Église Saint-François-Xavier              |      | II/P    | 15       | Mechanische Traktur |
| 1891 |       | Sainte Cécile-de-Milton | Église Sainte-Cécile                      |      | II/P    | 16       | Mechanische Traktur |
| 1891 |       | Montréal                | Notre-Dame de Montréal                    |      | IV/P    | 82       | |
| 1896 |       | Oswego (New York)       | St. Louis Catholic Church                 |      | II/P    | 21       | Mechanische Traktur |
| 1897 | 79    | Montreal                | St. George’s Anglican Church              |      | III/P   | 45       | Elektro-pneumatische Traktur, 2862 Pfeifen, vordere Seiten-Orgel als Ersatz für S.R. Warren and Sons unbefriedigende Orgel von 1870                            |
| 1900 | 115   | Montreal                | St. George’s Anglican Church              |      | II/P    | 13       | Elektro-pneumatische Traktur, Galerie-Orgel auf der Rückseite der Kirche (Solo und Echo)                                                                       |
| 1909 | 369   | Québec (Stadt)          | Holy Trinity                              |      | III/P   | 45       | Elektro-pneumatische Traktur, 3058 Pfeifen |
| 1918 | 741   | Québec (Stadt)          | Notre-Dame-des-Victoires (Québec)         |      | II/P    | 13       | von Guilbault-Thérien 1988 umfassend restauriert |
| 1919 |       | Baltimore               | Charlestown Retirement Center             |      | III/P   | 35       | Elektro-pneumatische Traktur |
| 1921 | 906   | Halifax (Nova Scotia)   | St. Matthew’s United Church               |      |         |          | 1957 überarbeitet und 1998 komplett renoviert, jetzt als Opus 2409A IVP/46 mit 3252 Pfeifen                                                                    |
| 1923 |       | Charlottetown           | St. Dunstan's Basilica                    |      |         |          | |
| 1927 | 1192  | La Baie                 | St-Alphonse de Liguori                    |      | II/P    | 17       | pneumatische Traktur |
| 1927 | 1217  | Québec (Stadt)          | Notre-Dame de Québec                      |      | IV/P    | 70       | Hauptorgel, elektro-pneumatische Traktur, 1983/84 von der Firma Guilbault-Thérien restauriert; 2 weitere Orgeln in dieser Kirche ebenfalls von Casavant Frères |
| 1936 | 1518  | Charlottetown           | St. Paul’s Anglican Church                |      | III/P   | 34       | Elektro-pneumatische Traktur |
| 1938 |       | Lewiston (Maine)        | Cathedral Church of Saints Peter and Paul |      | IV/P    | 53       | Elektro-pneumatische Traktur |
|      |       | Monroe (Michigan)       | Immaculate Heart of Mary Motherhouse      |      | III/P   | 51       | Elektro-pneumatische Traktur |
| 1955 | 2256  | Charlottetown           | Trinity Church (Charlottetown)            |      | III/P   | 48       | Englisch Romantische Orgel mit barocken Anpassungen, 2978 Pfeifen                                                                                              |
| 1957 | 2409A | Halifax (Nova Scotia)   | St. Matthew’s United Church               |      | IV/P    | 57       | (1921 als Opus 906), 1957 überarbeitet und 1998 komplett renoviert, mit 3252 Pfeifen                                                                           |
| 1960 | 2570  | Halifax                 | St. Mary’s Basilica                       |      | III/P   | 38       | Elektro-pneumatische Traktur, 2856 Pfeifen |
| 1996 | 3875  | Kansas City             | Kauffman-Center                           |      | IV/P    | 79       | |